# Lijst van beelden op het terrein van het voormalige Groot Schuylenburg
Op de Lijst van beelden op het terrein van het voormalige Groot Schuylenburg in Apeldoorn staan 15 kunstwerken.

Zodra Roemenië zich in 1989 ontdaan had van het Ceauşescuregime, trok de inmiddels overleden G. Bolkestein, directeur van de toenmalige gehandicapteninstelling  Groot Schuylenburg (nu 's Heeren Loo) ernaartoe om te onderzoeken hoe het met de gehandicaptenzorg aldaar was gesteld. Kort samengevat: Het was bar slecht en werd door de inzet van velen op Groot Schuylenburg een stuk beter, althans in de plaats Sighet. Van het een kwam het ander en na een poosje kon men naast Roemeense verpleegkundigen ook beeldhouwers treffen, die op initiatief van Mircea Bochis in 1990/1 het toen al vrij toegankelijke terrein samen van 15 kunstwerken voorzagen.
| Omschrijving                         | Kunstenaar         | Locatie                     | Afbeelding |
| ------------------------------------ | ------------------ | --------------------------- | ---------- |
| Vrienden                             | Mircea Bochis      | Bij Vierhuis                |            |
| Portret van een heuvel               | Aurel Cuca         | Rustoordlaan                |            |
| Gedachte aan Wind en Zee             | Mircea Bochis      | Laan van Groot Schuylenburg |            |
| Boodschap door een betoverde spiegel | Traian Moldovan    | Laan van Groot Schuylenburg |            |
| Eerbewijs aan de Helden              | Mircea Bochis      | Laan van Groot Schuylenburg |            |
| Dag en nacht                         | Aurelian Bolea     | Zutphensestraat             |            |
| Naakt                                | Aurelian Bolea     | Fuldauerweg                 |            |
| Coöperatie                           | Laurentiu Mogosanu | Laan van Groot Schuylenburg |            |
| Droom                                | Mircea Bochis      | Laan van Groot Schuylenburg |            |
| Ontwikkeling                         | Ion Deac Bistria   | Laan van Groot Schuylenburg |            |
| Water                                | Mircea Bochis      | Laan van Groot Schuylenburg |            |
| De Meester                           | Dimitru Radu       | Laan van Groot Schuylenburg |            |
| Broers                               | Ion Iancut         | Laan van Groot Schuylenburg |            |
| Bid en werk                          | Mihai Ecobici      | Laan van Groot Schuylenburg |            |
| Cultureel Speelensemble              | Darie Dup          | Laan van Groot Schuylenburg |            |